# 성주 대산리 진사댁
성주 대산리 진사댁(星州 大山里 進士宅)은 대한민국 경상북도 성주군 월항면 대산리에 있는 조선시대의 건축물이다. 2000년 9월 4일 경상북도의 민속문화재 제124호로 지정되었다.

## 개요
대산리 한개마을은 성산 이씨 집성촌으로, 진사댁은 이국희(1868∼1939)가 지었다. 진사댁이란 이름은 이국희가 조선왕조에서 마지막으로 실시한 소과에 합격하여 진사가 되었지만 벼슬은 하지 않았기 때문에 붙여진 것이라고 한다.
건물은 안채, 사랑채, 고방채 등으로 구성되어 있다. 사랑마당으로 들어서면 사랑채가 있고 사랑채 뒤로 안채가 새사랑채와 나란히 자리를 잡고 있다.
사랑채는 3칸 앞쪽에 툇마루를 들였고 뒤편 왼쪽에는 마루 1칸, 오른쪽에는 온돌방 2칸을 배치하였다. 안채는 앞면 7칸 중 5칸에 툇마루를 두었으며, 그 뒤 2칸 안대청을 중심으로 왼쪽에 2칸 온돌방, 오른쪽에 1칸 건넌방 등을 두었다. 건넌방 앞 툇마루 밑에는 아궁이를 설치해 놓았고 안방쪽칸 위에는 다락을 만들었다.
새사랑채는 앞쪽에 난간을 세우고 누마루처럼 꾸민 마루 1칸과 온돌방 1칸, 창고 등으로 구성되어 있다. 누마루에서 방으로 들어가는 문은 만(卍)자 장식으로 멋을 내었으며 보기 드물게 섬세하고 아름다운 구성을 보이고 있다.
한개마을 주거 형식의 다양성을 보여주는 좋은 예가 되고 있는 집이다.

## 참고 자료
- 성주대산리진사댁 - 국가유산청 국가유산포털